# Джапана (озеро)
Джапана (груз. ჯაპანის ტბა) — озеро у західній Грузії, що знаходиться біля селища Джапана, Ланчхутського муниципалитету. Розташовано висоті 13,6 м над рівнем моря, площа 1,17 км², площа водозбору — 5,2 км². Середня глибина 3,7 м, об'єм — 4300000 м³. Живиться завдяки підземних вод. Озеро є рибопромисловою водоймою.